# Ройомон
Руайомо́н (фр. Royaumont) — бывшее цистерцианское аббатство во Франции. Руайомон расположен на территории современного департамента Валь-д’Уаз (Иль-де-Франс), муниципалитет Аньер-сюр-Уаз в 30 км к северу от Парижа. Аббатство основано в 1228 году королём Людовиком Святым, закрыто во время Великой французской революции. В XX веке в монастыре основан первый во Франции частный культурный фонд.

## История

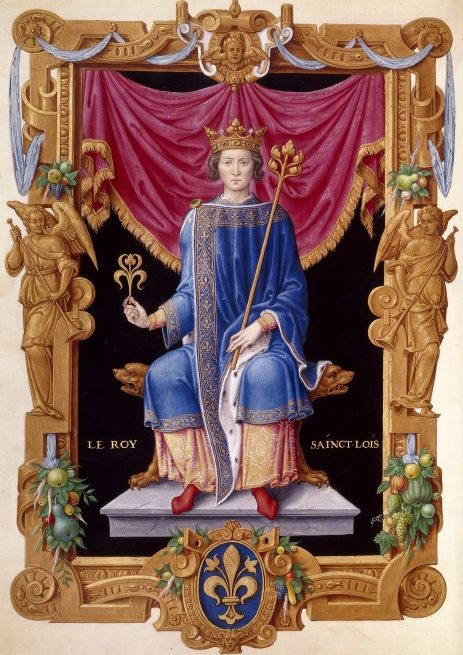
Людовик Святой

Орден цистерцианцев был основан святым Робертом Молемским в 1098 году, как орден строгого соблюдения устава святого Бенедикта. До 1113 года единственным монастырём цистерцианцев оставался Сито (фр. Cîteaux, лат. Cistercium), давший ордену название. В XII—XIII веках орден цистерцианцев испытал быстрый рост.
Монастырь Руайомон был основан в 1228 году при непосредственном участии юного короля Людовика IX и его матери Бланки Кастильской. Место для строительства было выбрано к северу от Парижа, с учётом того, что Аньер-сюр-Уаз входил в королевский домен. Материнским аббатством для Руайомона стала колыбель ордена — Сито, Руайомон стал сто девяносто девятым монастырём цистерцианцев и двадцать первым монастырём, основанным напрямую монахами Сито. Людовик Святой лично вёл переговоры с аббатом Сито об отправке в новую обитель достаточного количества монахов, уже после основания там будет проживать 114 монахов и около 40 конверзов. В честь короля монастырь был назван Мон-Руаяль (Mont royal, королевская гора), впоследствии трансформировавшееся в Руайомон. На постройку аббатства король выделил значительные средства, благодаря чему его возведение шло с невиданной для того времени скоростью, основные строения аббатства были возведены всего за 7 лет с 1228 по 1235 года.
Жак Ле Гофф пишет в книге, посвящённой Людовику Святому:
Именно цистерцианский монастырь Ройомон, который обязан ему своим существованием и который, несомненно, был любимым местом короля, навсегда связан с именем Людовика

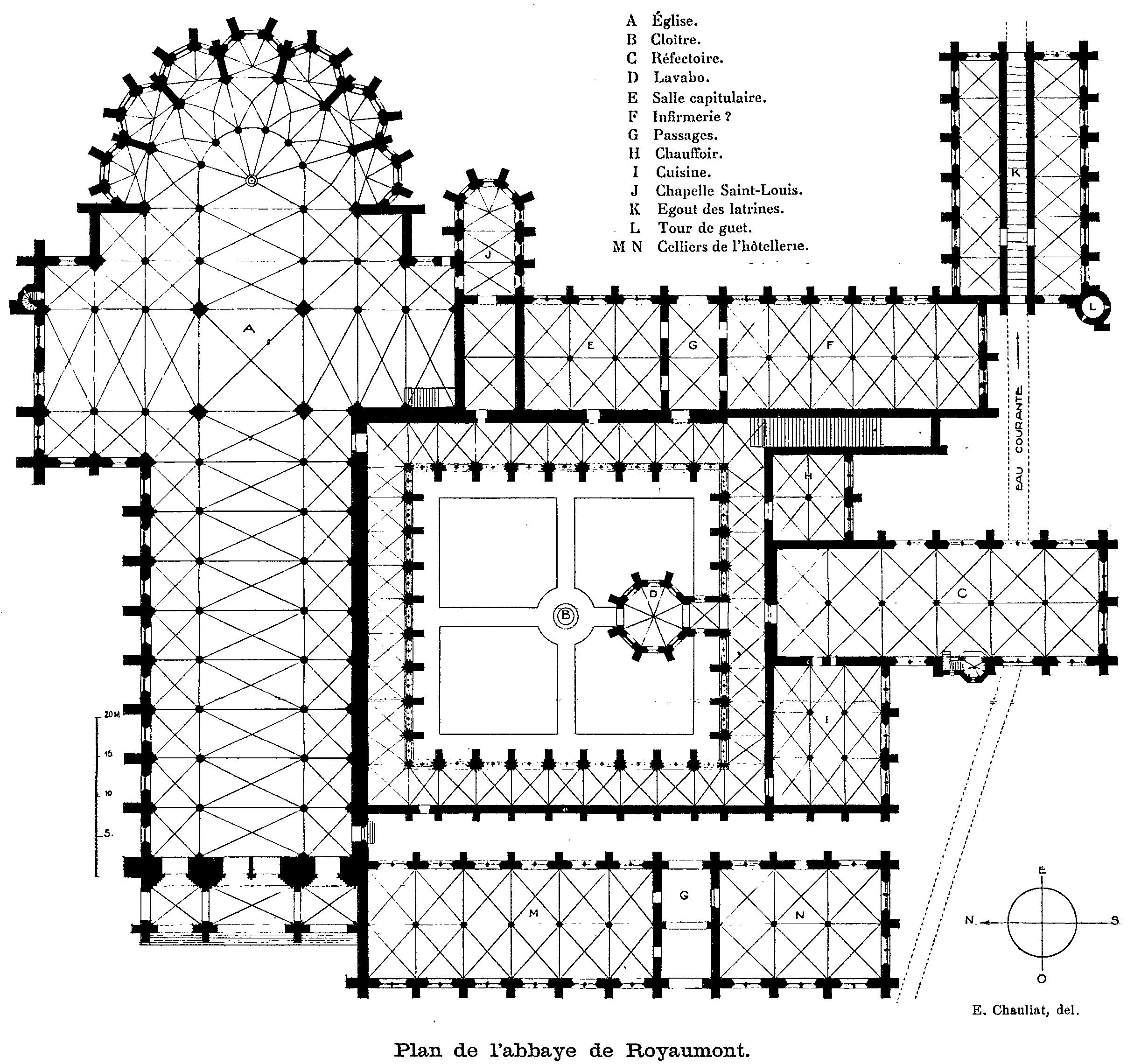
План аббатства XVIII века

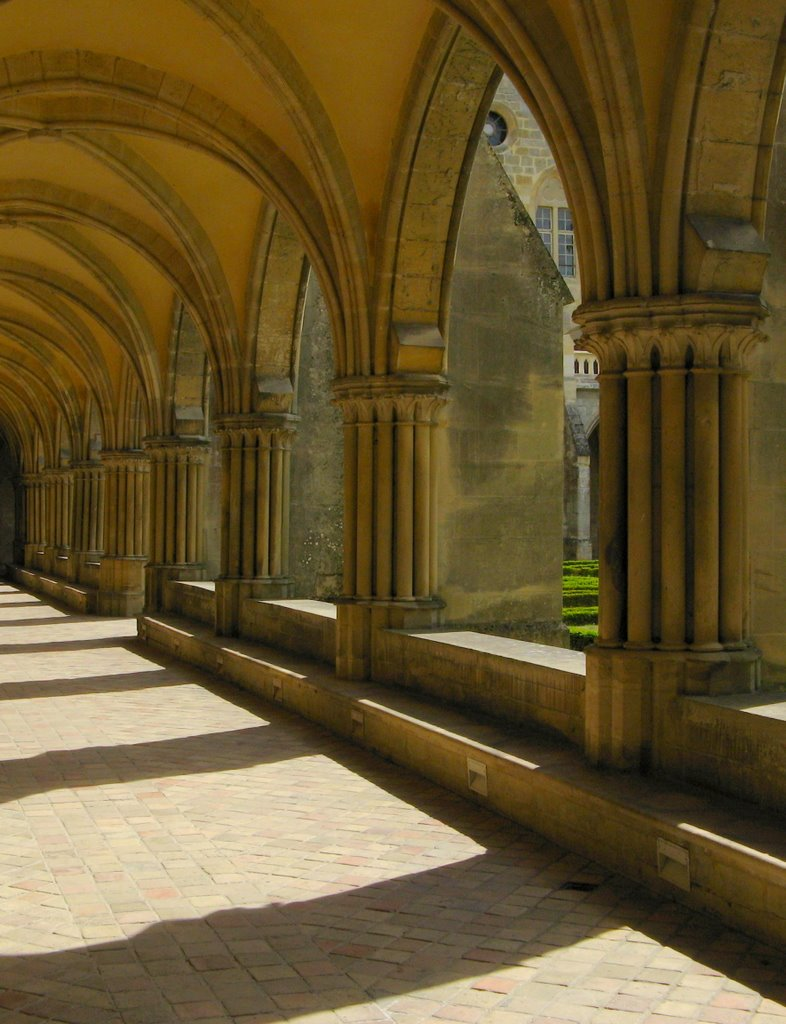
Галерея клуатра

Людовик Святой избрал аббатство Руайомон как место для упокоения членов королевской семьи, которым не суждено было взойти на престол, отведя Сен-Дени роль некрополя только для королей и королев. Ещё до окончания строительства в Руайомоне был похоронен брат короля Филипп Дагоберт. В Руайомоне похоронены трое из четырёх детей Людовика, умершие раньше самого короля: Бланка (1240—1243), Жан (1247—1248) и Людовик (1244—1260), а также двое внуков. В 1271 году здесь похоронили ещё одного сына Людовика IX, погибшего в Тунисе вместе с отцом, Жана Тристана.
Несколько лет по воле короля в Руайомоне провёл один из крупнейших интеллектуалов Франции XIII века Винсент из Бове. В Руайомоне он читал лекции для широкого круга слушателей, включая иногда и самого Людовика, и занимался образованием монахов.
Апогей расцвета аббатства пришёлся на 1270—1346 года, чему также способствовала канонизация Людовика IX в 1297 году. В том же году король Филипп Красивый передал в собственность монастыря Аньер-сюр-Уаз и значительные земли вокруг него, что превратило Руайомон в одного из крупнейших землевладельцев региона.
Постепенный упадок аббатства начался во время Столетней войны, в Жакерию оно было разорено крестьянами. В XV веке Руайомон, как и многие другие французские цистерцианские монастыри страдал от ослабления дисциплины и упадка нравов. Последний независимый аббат Гильом III в начале XVI века добился определённого восстановления порядка, но это не спасло Руайомон от попадания под режим комменды в 1549 году.
В 1791 году после Великой французской революции монастырь был закрыт и продан с аукциона. В бывшем монастыре разместилась ткацкая фабрика. Были разобраны церковь, здание новициата и несколько других построек, их камни использовались при строительстве фабричных помещений. Сохранились клуатр, сакристия, трапезная, резиденция аббата, дом конверзов, частично дормиторий.
В 1864 году фабрика была закрыта, в Руайомоне возобновилась религиозная жизнь, он стал обителью монахов из конгрегации облатов (OMI). Пятью годами позже облаты передали Руайомон женской конгрегации сестёр Святого Семейства.
Новый период в жизни древнего монастыря начался в 1905 году, когда его выкупил богатый промышленник Жюль Гуэн (фр.). Аббатство принадлежит семье Гуэнов по сей день. В 1964 году Анри (фр.) и Изабель Гуэн основали Fondation Royaumont (фр.), ставший первым во Франции частным культурным фондом. Первоначальной задачей фонда было способствовать развитию наук о человеке, позднее фонд больше внимания стал уделять поддержке культуры. В аббатстве проходили съёмки целого ряда фильмов.

## Современное состояние
Руайомон — частное владение семьи Гуэнов, в котором располагаются службы фонда Руайомон. Посещение туристами монастыря платное, разрешено в составе групп в сопровождении гида. Аббатство окружает живописный парк с системой каналов.
Открыты для доступа клуатр, зал капитулов, сакристия, дормиторий и кухня.